# Reales Tamarindos Airport
Reales Tamarindos Airport är en flygplats i Ecuador.   Den ligger i provinsen Manabí, i den västra delen av landet, 230 km väster om huvudstaden Quito. Reales Tamarindos Airport ligger 34 meter över havet.
Terrängen runt Reales Tamarindos Airport är varierad. Runt Reales Tamarindos Airport är det tätbefolkat, med 493 invånare per kvadratkilometer. Närmaste större samhälle är Portoviejo, 2,4 km sydost om Reales Tamarindos Airport. Trakten runt Reales Tamarindos Airport består till största delen av jordbruksmark.